# Alfred Owen
Sir Alfred George Beech Owen KBE (* 8. April 1908; † 29. Oktober 1975) war ein britischer Industrieller und von 1929 an Chef eines der größten in Privatbesitz befindlichen Konzerne Großbritanniens.

## Leben
Seine Ausbildung erhielt Owen an der Lickey Hills School, in Oundle und am Emmanuel College (Cambridge). Den von seinem Vater Alfred Ernest Owen (1868–1929) zusammen mit John Tunner Rubery gegründeten Betrieb Rubery Owen & Company übernahm er 1929, hinzu kam der Vorsitz in der Owen Organisation – gegründet 1893 umfasste sie 53 Firmen, hauptsächlich Automobilzulieferer. Eingegliedert in das Firmengeflecht wurde der Rennstall British Racing Motors und die Firma Motor Panels, von der das Rekordfahrzeug Blue Bird CN 7 gebaut wurde. Privat engagierte Alfred Owen sich in der Verbreitung des christlichen Evangeliums und war eng verbunden mit den Billy Graham Crusades.

## Ehrungen
1954 wurde er Commander des Order of the British Empire und 1961 zum Knight Bachelor ernannt.
Sein Ingenieurstudium in Cambridge hatte er wegen der nach dem Tod seines Vaters übernommenen Verpflichtungen nicht abschließen können. Das University College of North Staffordshire verlieh ihm 1965 die Ehrendoktorwürde.